# Вырова
Вырова — деревня в Кудымкарском районе Пермского края. Входила в состав Степановского сельского поселения. Располагается на левом берегу реки Иньвы юго-западнее от города Кудымкара. Расстояние до районного центра составляет 9 км. По данным Всероссийской переписи населения 2010 года, в деревне проживало 163 человека (74 мужчины и 89 женщин).

## История
По данным на 1 июля 1963 года, в деревне проживало 195 человек. Населённый пункт входил в состав Пешнигортского сельсовета.